# 勒苏尔
勒苏尔（法語：Le Sourd，法語發音：[lə suʁ]）是法国皮卡第大区埃纳省的一个市镇，属于韦尔万区。

## 地理
勒苏尔（49°51'39"N, 3°44'55"E）面积7.36 平方千米，位于法国上法蘭西大區埃纳省，该省份为法国北部内陆省份，北起北部省，西接索姆省和瓦兹省，东临阿登省和马恩省，西南至塞纳-马恩省，东北部与比利时接壤。
与勒苏尔接壤的市镇（或旧市镇、城区）包括：科隆费、勒梅、普鲁瓦西、罗姆里、拉瓦莱欧布莱、维耶日法蒂。

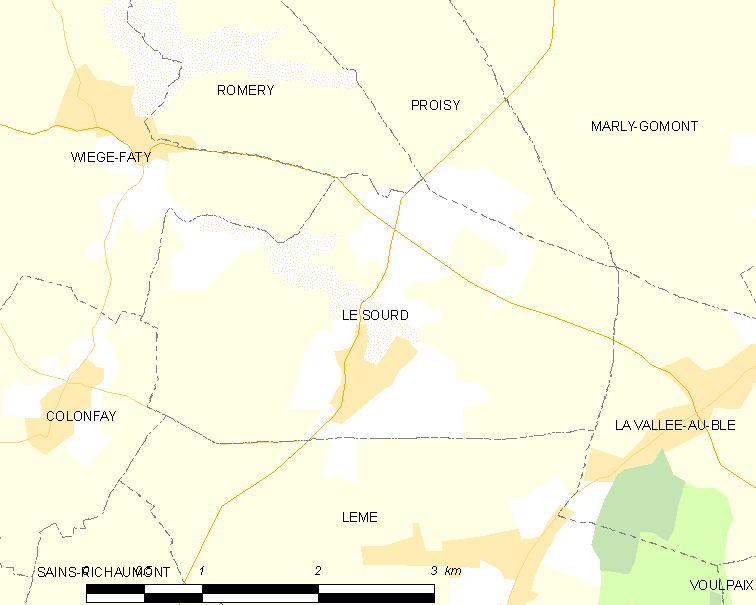
勒苏尔的OSM定位图

勒苏尔的时区为UTC+01:00、UTC+02:00（夏令时）。

## 行政
勒苏尔的邮政编码为02140，INSEE市镇编码为02731。

## 政治
勒苏尔所属的省级选区为马尔勒县。

## 人口

1962-2008年间勒苏尔人口变化图示

勒苏尔于2022年1月1日时的人口数量为166人。